# 洛吉
52°14′55″N 32°34′32″E / 52.24861°N 32.57556°E
洛吉（烏克蘭語：Логи），是烏克蘭北部的村莊，隸屬切爾尼希夫州的諾夫霍羅德-錫韋爾斯基區。該村面積0.02平方公里，海拔高度163米，2001年人口2，人口密度每平方公里100人。